# Elfenland
Elfenland es un juego de mesa de estilo alemán diseñado por Alan R. Moon y publicado por Amigo Spiele en alemán y Rio Grande Games en inglés en 1998. Se basó originalmente en su juego anterior Elfenroads (publicado por White Wind), pero como Elfenroads tenía una duración aproximada de cuatro horas el juego se simplificó para reducir el tiempo a cerca de una hora, haciéndolo más atractivo como juego familiar.

## Sistema de juego
Elfenland  permite entre dos y seis jugadores, aunque es con cuatro o con cinco como se obtiene la mejor experiencia. El tablero de juego muestra un gran mapa en el que figuran veinte ciudades interconectadas entre sí mediante caminos. Estos caminos se ubican sobre distintos tipos de terrenos (bosque, pradera, desierto, montaña y agua). Los jugadores representarán a jóvenes elfos que deberán visitar una serie de ciudades para ser considerados adultos. A lo largo de cuatro rondas colocaran una serie de fichas que representan medios de transporte para, posteriormente, utilizar una serie de cartas que activan dichos medios. En función de la ficha y el terreno, se precisará un número determinado de cartas para poder cruzar. Además, los jugadores dispondrán de una ficha que encarecerá el tránsito por una determinada ruta. Ganará la partida quien, al cabo de las cuatro rondas, haya logrado visitar más ciudades.

## Premios recibidos
Elfenland recibió, entre otros, los siguientes galardones:
- 1998 Ganador del premio Spiel des Jahres
- 1998 Ganador del Meeples Choice Award
- 1998 Tercer puesto en el Deutscher Spiele Preis en la categoría de mejor juego familiar y de adultos.